# Harmen de Vos
Harmen de Vos (Kortezwaag, 11 mei 1896 - Groningen, 5 augustus 1980) was een Nederlands    
(Fries) wijsgeer en protestants theoloog. De Vos doorliep de HBS en na het Staatsexamen studeerde hij 1917-1923 theologie aan de Rijksuniversiteit Leiden. In 1927 promoveerde hij in de godgeleerdheid over de godsdienstfilosofie van Max Scheler. Promotor was prof. H.T. de Graaf. Daarna was hij gedurende verschillende jaren Hervormd predikant in Akersloot, Rottevalle en Sneek. Van 1939-1945 was hij privaatdocent in de nieuwere wijsbegeerte van de godsdienst aan de Rijksuniversiteit Groningen. Van 1946 tot 1948 was hij aan de Universiteit van Amsterdam bijzonder hoogleraar vanwege de Nederlandse Hervormde Kerk en gewoon hoogleraar in Bijbelse theologie, christelijke ethiek, praktische theologie en Nederlands Hervormd kerkrecht (hij werd opgevolgd door prof. E.L. Smelik). In 1948 werd hij de opvolger van prof. Hendrik Oyen in Groningen met de leeropdrachten wijsgerige inleiding, ethiek en godsdienstfilosofie. Dit deed hij tot zijn emeritaat in 1966. De Vos werd dan in 1967 opgevolgd door zijn leerling Hubertus G. Hubbeling. De titel van zijn inaugurele rede, gehouden op 29 januari 1949, luidde Verdraagzaamheid. 
Zijn boeken over filosofie vormden voor veel Nederlandse geïnteresseerden een populaire eerste, doch grondige kennismaking met deze wetenschap. Zij waren in een toegankelijke schrijfstijl geschreven en kenden vaak verschillende oplagen. Hetzelfde geldt voor zijn veelgelezen Geschiedenis van het Nederlandse socialisme.  

## Uitspraak
- Als de melkboer het niet volgen kan, vergeet het dan maar.